# Matrouz (musique)
Le matrouz (mot arabe signifiant « brodé ») désigne un concept musical de métissage judéo-arabe caractérisé par l'alternance dans les paroles de l'arabe et de l'hébreu. Il s'agit d'une musique de tradition orale encore présente dans certains cercles marocains qui valorisent ce patrimoine commun aux cultures juive, musulmane et chrétienne de l'Andalousie. Habituellement, la première partie de la poésie des chansons de l'art du matrouz est composée en langue arabe, tandis que la deuxième partie est organisée en hébreu, et les orchestres les interprètent sur les mêmes rythmes et mélodies issus du répertoire gharnati. 

## Historique
Le matrouz, qui prend son origine au Moyen Âge en Andalousie, dans une Espagne alors musulmane, est un chant souvent pratiqué par les Andalous de confession juive mélangeant à la fois l'hébreu avec l'arabe dans une harmonie exceptionnelle. Le matrouz résulte d'influences arabe, berbère et musulmane. Le matrouz symbolise la vie des ancêtres qui ont vécu en convivialité parfaite avec leurs frères marocains[non neutre].

## Renaissance du matrouz
Simon Elbaz est considéré comme un rénovateur du matrouz, il s'est inspiré, dans un premier temps, de cet art basé principalement sur l'alternance de deux langues, l'arabe et l'hébreu. Il a enrichi cette tradition en s’appuyant sur un procédé de composition fondé essentiellement sur l’entrecroisement de :
- langues[5] : l’hébreu et l’arabe notamment, mais aussi le français, le latin, le judéo-espagnol,

- musiques : judéo-arabe, maghrébo-andalouse, orientale[à définir], médiévale et berbère,

et de différents modes d’expression : la musique, le chant, le conte et le théâtre, qui, pour la première fois, « entre en scène » dans le répertoire matrouz.

## Chanteurs représentatifs

### Françoise Atlan
Françoise Atlan (פרנסואז אטלן en hébreu, فرنسواز أطلان en arabe) est une chanteuse française d'origine algérienne qui s'est spécialisée dans l'interprétation du répertoire des anciennes musiques traditionnelles arabo-andalouses, matrouz, séfarades en ladino.

### Haim Louk
Le rabbin Haim Louk (it) est né à Casablanca en 1942. Il est doté d'une voix exceptionnelle et d’un talent remarquable, il a été encouragé et suivi par différents maîtres et plus particulièrement par le grand maître de la liturgie juive marocaine, le rabbin David Bouzaglou 'Zal et avec le musulman Abdessadeq Cheqara, la voix andalouse de Tétouan. Se basant sur sa grande connaissance  de la tradition séfarade, il symbolise cette double identité juive et arabe.
Sa foi et ses connaissances rabbiniques étaient aussi importantes que sa passion pour la liturgie séfarade et son amour pour la poésie religieuse. Haim Louk a su tenir à la fois la tradition classique de la musique andalouse marocaine et le répertoire hébreu des cantiques piyyoutim et du baqashot

### Simon Elbaz
Issu d’une triple culture franco-judéo-maghrébine, d'origine marocaine et né à Boujaad, Simon Elbaz consacre une grande partie de sa vie au matrouz. Il est auteur, comédien, compositeur et chanteur. Puisant son inspiration dans la tradition poétique et musicale de l’Andalousie, il a créé un spectacle d’un genre nouveau, rattaché à la tradition, mais résolument tourné vers l’avenir.
« En participant à la sauvegarde de la culture judéo-arabe, le Matrouz de Simon Elbaz est également un manifeste poétique pour la paix et le dialogue des cultures... », in Cahier du Festival de Fès-Musiques Sacrées du Monde 2017.

### Articles liés
- Musique arabo-andalouse
- Sanâa (musique)
- Festival de Fès des musiques sacrées du monde